# Спорттурер

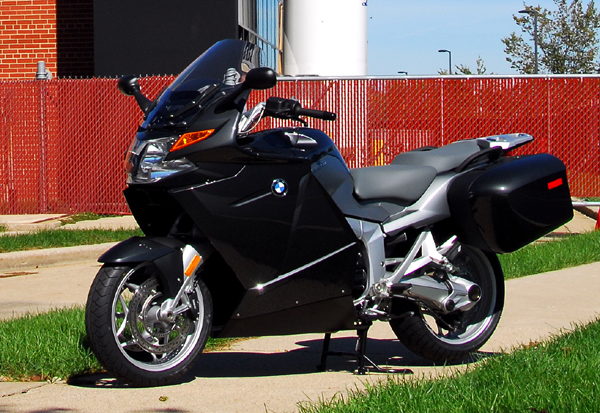
спорттурер BMW K1200GT

Спо́рттурер, або Спо́ртивний тури́стичний мотоци́кл — тип мотоцикла, який поєднує в собі швидкість та потужність спортивного мотоцикла з універсальністю для дальніх поїздок туристичного мотоцикла, забезпечуючи при цьому комфорт і відносну безпеку для водія. Для більшості спорттурерів на ринку виробники використовують існуючий двигун і технології від поточного або останнього покоління своїх спортивних мотоциклів. Мотоцикл Triumph Sprint, наприклад, поділився своїм двигуном з моделями Daytona, Speed Triple та Tiger. Аналогічно, двигун від Ducati 996 встановлюється і на модель ST4. Мотоцикл, який у 2000 році був спортбайком Kawasaki ZX-6R, у 2004 році вийшов на ринок під назвою ZZR600 тільки зі змінами в передній частині обтічника. Це є економічно ефективним, оскільки виробник може використовувати наявні інструменти та запасні частини, а не створювати нові конструкції двигуна «з нуля».

## Відмінності від спортивних мотоциклів

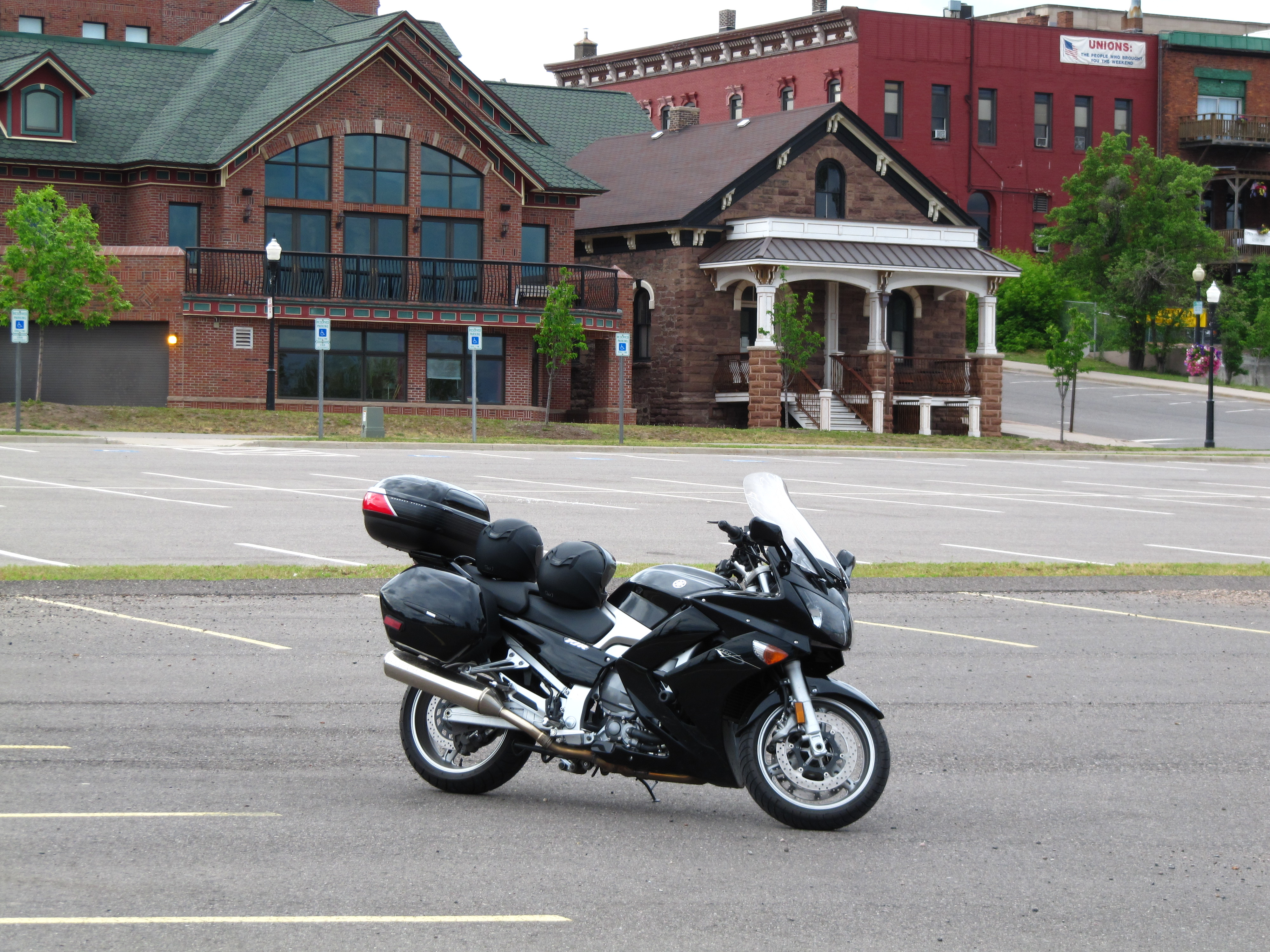
Yamaha FJR1300A

В основному двигун для спорттурерів удосконалюється в середині діапазону крутного моменту, а не для максимальної потужності. Інші відмінності від спортбайків можуть включати:
- Більший, ніж у спортивних мотоциклів обтічник та регульоване вітрове скло для кращого захисту від атмосферних опадів;
- Рама, як правило, розроблена з нуля, щоб забезпечити більш пряму, менш агресивну посадку водія («весь день комфорт»);
- Зазвичай довша колісна база і більший кут повороту руля. Вони забезпечують більш прямолінійну стабільность, ніж більшість спортивних мотоциклів, але не до такої міри, як це є у туристичних мотоциклах;
- ABS частіше зустрічається на спорттурерах, ніж на спортивних мотоциклах;
- Паливний бак більшого об'єму;
- Дорожній просвіт, як правило, залишається досить високим, що дозволяє більш спортивно їздити по звивистих дорогах, ніж на чисто туристичних мотоциклах.

Клас спорттурерів стає все більш популярним, так що багато виробників зараз пропонують спеціально розроблені двигуни своїм моделям для спортивного туризму. Двигуни Хонди серії ST, наприклад, ніколи не були використані в будь-яких інших моделях. Двигун Yamaha FJR1300, хоча тісно пов'язаний з 1 000 сс моделі Yamaha R1 спортивного мотоцикла, доступний тільки в моделях Sport Touring FJR.

## Моделі спорттурерів
- BMW R 1200 RT
- BMW K 1300 GT
- BMW K 1600 GT (спорттурер 2012 року за вірсією американського журналу Cycle World[2])
- Suzuki GSX 1300R Hayabusa
- Kawasaki ZZ-R 1200
- Honda CBR 1100XX Blackbird
- Honda VFR 800
- Yamaha YZF 1000 R Thunderace
- Yamaha FJ1200
- Yamaha FJR1300